# Horný les
Horný les este o arie protejată (arie specială de conservare — SAC, sit de importanță comunitară — SCI) din Slovacia întinsă pe o suprafață de 556,2 ha, integral pe uscat.

## Localizare
Centrul sitului Horný les este situat la coordonatele 48°20′41″N 16°52′31″E / 48.344722°N 16.875278°E.

## Înființare
Situl Horný les a fost declarat sit de importanță comunitară în aprilie 2004 pentru a proteja 60 de specii de animale. Situl a fost protejat și ca arie specială de conservare în martie 2004.

## Biodiversitate
Situată în ecoregiunea panonică, aria protejată conține 3 habitate naturale: Lacuri eutrofice naturale cu vegetație de tip Magnopotamion sau Hydrocharition, Râuri cu maluri nămoloase cu vegetație de Chenopodion rubri p.p. și Bidention p.p., Păduri mixte riverane de Quercus robur, Ulmus laevis și Ulmus minor, Fraxinus excelsior sau Fraxinus angustifolia, de-a lungul marilor râuri (Ulmenion minoris).
La baza desemnării sitului se află mai multe specii protejate:
- păsări (46): lăcar mare (Acrocephalus arundinaceus), lăcar-de-rogoz (Acrocephalus schoenobaenus), rață sulițar (Anas acuta), rață lingurar (Anas clypeata), rață pitică (Anas crecca), rață fluierătoare (Anas penelope), rață pestriță (Anas strepera), gâscă cenușie (Anser anser), gâscă de semănătură (Anser fabalis), rață-cu-cap-castaniu (Aythya ferina), rața moțată (Aythya fuligula), Aythya marila, Bucephala clangula, șorecar încălțat (Buteo lagopus), fugaci mic (Calidris minuta), erete vânăt (Circus cyaneus), erete cenușiu (Circus pygargus), cioară de semănătură (Corvus frugilegus), lebădă de vară (Cygnus olor), egretă albă (Egretta alba), egretă mică (Egretta garzetta), presură sură (Emberiza calandra), presură de stuf (Emberiza schoeniclus), șoim dunărean (Falco cherrug), lișiță (Fulica atra), becațină comună (Gallinago gallinago), pescăruș râzător (Larus ridibundus), grelușel-de-zăvoi (Locustella luscinioides), Locustella naevia, ferestraș mic (Mergus albellus), ferestrașul mare (Mergus merganser), codobatura galbenă (Motacilla flava), stârc de noapte (Nycticorax nycticorax), vultur pescar (Pandion haliaetus), potârniche (Perdix perdix), bătăuș (Philomachus pugnax), lopătar (Platalea leucorodia), corcodel-cu-gât-negru (Podiceps nigricollis), lăstun de mal (Riparia riparia), mărăcinar negru (Saxicola torquatus), guguștiuc (Streptopelia decaocto), corcodel mic (Tachybaptus ruficollis), fluierar negru (Tringa erythropus), fluierarul de zăvoi (Tringa ochropus), fluierarul cu picioare roșii (Tringa totanus), sturzul viilor (Turdus iliacus)
- amfibieni (2): buhai de baltă cu burta roșie (Bombina bombina), triton cu creastă dobrogean (Triturus dobrogicus)
- mamifere (2): liliac cârn (Barbastella barbastellus), castor (Castor fiber)
- nevertebrate (5): croitorul mare al stejarului (Cerambyx cerdo), Cucujus cinnaberinus, rădașcă (Lucanus cervus), Ophiogomphus cecilia, Osmoderma eremita
- pești (5): avat (Aspius aspius), Gymnocephalus baloni, țipar (Misgurnus fossilis), boarță (Rhodeus sericeus amarus), Romanogobio albipinnatus

Pe lângă speciile protejate, pe teritoriul sitului au mai fost identificate 8 specii de plante, 10 specii de amfibieni, 8 specii de mamifere, 46 de specii de nevertebrate, 4 specii de pești, 1 specie de reptile.